# Wagyū
Wagyu (和牛?, Wagyū, dal giapponese "wa": Giappone, e "gyū": bue) è un termine riferito a diverse razze bovine giapponesi, le più famose delle quali sono state geneticamente selezionate per avere carne intensamente marmorizzata, ovvero per produrre una elevata quantità di tessuto ricco di grassi insaturi, che tendono a distribuirsi e lasciare striature (zootecnicamente detta marezzatura) - simili alle venature del marmo - nello spessore delle masse muscolari, anziché nello strato peri-muscolare e sottocutaneo, come normalmente accade. Questa caratteristica rende la carne di wagyu particolarmente saporita, tenera e costosa.
Vi sono diverse aree del Giappone specializzate nell'allevamento di questi bovini, ciascuna delle quali dà il proprio nome agli animali e alla carne che produce. Tra gli esempi più famosi vi sono il manzo di Kobe e quelli di Miyazaki, Mishima, Matsusaka, Ōmi e Sanda.

## Storia
Il bue domestico fu importato in Giappone dall'Asia continentale nel II secolo e fu usato principalmente per i lavori pesanti nell'agricoltura. I primi esemplari arrivarono nella regione di Shikoku e, data la natura montuosa del territorio, si diffusero nel resto del Paese molto lentamente e in gruppi geograficamente isolati. Per diversi secoli i buoi non furono mangiati per motivi religiosi, fino a quando un comandante militare ne impose il consumo alimentare sostenendo che i soldati sarebbero stati fisicamente più forti. Nonostante nel tempo si fosse ampiamente diffuso il consumo tra i militari, continuava a essere un sacrilegio mangiare e cucinare i bovini nelle abitazioni civili. Fu così che i contadini che si erano abituati a mangiarne, furono costretti a cucinarli all'aperto, inizialmente scaldando il vomere con delle braci e usandolo come piastra.
I primi allevatori di bovini per il consumo alimentare iniziarono a selezionare le razze più adatte nella prima metà del XIX secolo; i libri in cui furono registrate le prime selezioni risalgono agli anni trenta di quel secolo e sono tuttora esistenti. Tra il 1868 e il 1910 furono incrociate diverse razze di vacche, tra le quali la Brown Swiss, la Shorthorn, la Devon, la Aberdeen Angus, la Ayrshire, la Coreana, la Frisona e la Simmental. Nei primi anni del XX secolo, quando le tipologie di vacche formatesi divennero eccessive, gli incroci con razze provenienti dall'estero furono vietati e da allora la fecondazione è sottoposta al controllo del Registro del Wagyu Giapponese, che si attiene strettamente ai criteri genetici e di allevamento prescelti. Il controllo qualità è concentrato su una soddisfacente quantità di marmorizzazione e una bassa percentuale di colesterolo. Particolarmente protettivi sulla genetica delle razze wagyu, i giapponesi hanno reso i bovini un patrimonio nazionale.

## Tecniche di allevamento
Vi sono svariati accorgimenti che gli allevatori di wagyu utilizzano per rendere le carni più tenere e saporite. Fra queste esiste la leggenda che ad alcune vacche sia somministrato birra o sakè e che gli animali vengano massaggiati, come per prevenirne i crampi, in piccole fattorie dove non hanno spazio sufficiente per tenere in esercizio i muscoli. Cosa vera è che le vacche sono nutrite con una razione mista estremamente calorica, fino a che l'animale non arriva al 50% di tessuto grasso.

## Razze
Vi sono le seguenti quattro razze di wagyu:
1. La razza nera giapponese (黒毛和種?, Kuroge washu) - costituisce il 90% delle razze wagyu nazionali,[4] con diversi allevamenti a Tottori, Tajima, Shimane e Okayama;[5]
2. La razza bruna giapponese (赤毛和種?, Akage Washu o Akaushi) - detta anche razza rossa,[4] è la seconda per quantità[5] e ha allevamenti a Kōchi e Kumamoto;
3. La razza senza corna giapponese (無角和種?, Mukaku Washu)
4. La razza Shorthorn giapponese (日本短角和種?, Nihon Tankaku Washu) - comprende l'1% delle razze wagyu del Paese[6]

## In Giappone
La carne bovina giapponese è famosa in tutto il mondo per le sue caratteristiche, nonché per il suo elevato prezzo di mercato, che può avvicinarsi a 1000 € al kg, ma può anche attestarsi su valori relativamente più modesti, intorno ai 100 €/kg. Normalmente il prezzo sale con la marmorizzazione della carne, che indica anche il rapporto tra grassi insaturi e grassi saturi. Questo manzo nasce da allevamenti giapponesi estremamente isolati, per via delle caratteristiche socio-geografiche dell'arcipelago nipponico. Da quando furono importati in Giappone alcuni secoli fa, questi bovini iniziarono il loro isolamento genetico. Il wagyu ha un tasso di crescita molto più lento degli altri bovini.

## In altri Paesi

### Australia
La Australian Wagyu Association è la più grande associazione fuori del Giappone. Vengono allevati sia i capi importati dal Giappone sia quelli derivati da incroci operati in Australia, e la carne viene esportata in Asia, Europa e Stati Uniti.

### Stati Uniti
Negli Stati Uniti d'America sono stati importati alcuni capi ormai svariati decenni fa e sono stati incrociati con la razza Angus. La nuova razza ottenuta è stata chiamata "manzo di Kobe in stile americano". I capi vengono alimentati secondo la tradizione giapponese, con utilizzo di granoturco, alfalfa, orzo e paglia.

### Italia
In Italia questo tipo di bestiame è tuttora poco diffuso, i primi esemplari italiani sono stati dichiarati il 24 gennaio 2008 in Lombardia. Un'importante azienda veneta fondata da Ferdinando Borletti, imprenditore milanese cofondatore anche de La Rinascente e della Standa, dal 2009 alleva nella località di Ca' Negra alcuni esemplari seguendo il metodo tradizionale giapponese.
Dal 2011 viene allevato anche a Renon, un paese situato vicino a Bolzano, in un'azienda chiamata "Wagyu Suedtirol".
A partire dal 2015 il Wagyu viene allevato anche stabilmente in Lombardia presso l’Azienda Agricola La Cigolina situata a Castelnuovo Bocca D’Adda in provincia di Lodi.
Dal 2018 nella provincia di Cagliari si sta sperimentando un allevamento estensivo con il "metodo Wagyu", in cui le razioni alimentari vengono studiate su misura per i singoli capi a dipendenza dell’età e del sesso dell’animale.